# やくざ刑事シリーズ
『やくざ刑事シリーズ』（やくざでかシリーズ、Kamikaze Cop series）は、日本映画のシリーズ。主演：千葉真一、製作：東映。

## 概要
腕利きの秘密捜査官が型破りな捜査で犯人を追いつめていくシリーズで、お色気とコメディも盛り込まれ、千葉真一が吹き替えなしでアクロバティックなアクション・スタントを演じている。シリーズは成功し、全4作が製作された。

## 全作品

### やくざ刑事
- 出演 - 千葉真一・葉山良二・山本麟一・内田良平・八代万智子・野際陽子・由利徹・南利明
- 監督 - 野田幸男
- 脚本 - 神波史男・野田幸男
- 製作 - 東映
- 公開 - 1970年5月23日（ 日本）

### やくざ刑事 マリファナ密売組織
- 出演 - 千葉真一・内田良平・渡辺文雄・南利明・浜かおる・由利徹・内田朝雄・ジャイアント馬場
- 監督 - 野田幸男・伊藤俊也
- 脚本 - 神波史男・野田幸男
- 製作 - 東映
- 公開 - 1970年10月17日 ()

### やくざ刑事 恐怖の毒ガス
- 出演 - 千葉真一・内田良平・山本麟一・南利明・野際陽子・賀川雪絵・集三枝子
- 監督 - 鷹森立一
- 脚本 - 神波史男・鷹森立一
- 製作 - 東映
- 公開 - 1971年4月16日 ()

### やくざ刑事 俺たちに墓はない
- 出演 - 千葉真一・有吉ひとみ・人見明・水島道太郎・夏八木勲
- 監督 - 鷹森立一
- 脚本 - 神波史男・鷹森立一
- 製作 - 東映
- 公開 - 1971年8月13日 ()

## 製作
1968年から放送されている『キイハンター』で、本格的なアクションをお茶の間に持ち込んだ千葉真一は、ハイティーンのファンを獲得。アイドル的な人気を誇り、「カッコいいお兄さん」の印象が定着していた。『キイハンター』は視聴率30%を越える大ヒットをしていたので、その勢いにあやかり、スクリーンでも再現しようと製作がスタート。千葉にとってアクション映画は、1966年の『カミカゼ野郎 真昼の決斗』以来であった。
製作会見では「千葉真一のアクロバティックな連続活劇シーンを売りにする」「1970年は千葉真一の年にしたい」と発表され、最初からシリーズ化を見据えて準備が進められた。擬斗の日尾孝司は『007シリーズ』のようなあらゆる秘密兵器を駆使したものではなく、吹き替えに頼らず、自らの身体を張って演技するところが千葉の魅力なため、小道具を取り入れずに、アクション・スタントを構成する腹積もりだった。本シリーズ全作を企画する太田浩児は、あまり女性を絡ませず、男と男のぶつかりあいを描くことを千葉のファンは望んでいると想定し、そのほうが千葉のイメージに合致すると、作品の骨子を固めていた。
千葉真一は「今までやってきたものの総まとめとしてやりたい。そしていつもは楽天的な男でも、一人になった時には孤独だし苦悩に満ちている。そんな演技をやってみたい」、演ずる隼田志郎の名は戦前に活躍したアクションスター・隼ヒデトに由来しているので、「“昔ハヤブサ、今チバシン”と云われるようにしてみせます」と抱負を語っている。1964年の『柔道一代 講道館の鬼』で「肩を脱臼」、『カミカゼ野郎 真昼の決斗』で「小石が脛に刺さる」など、入院をする大怪我をしていた千葉は1966年以降、父親を受取人にして、傷害保険・生命保険と契約していた。『キイハンター』でも1969年に左足首を骨折しており、本シリーズのクランクイン前、約1億円の保険に加入した。
出来上がった第一作は、『キイハンター』における千葉真一のアクション・スタントとコメディタッチは踏襲されているものの、千葉が兼ね備えているスマートさだけでなく、『キイハンター』と任侠路線を足して2で割ったような映画になっている。これは岡田茂が製作現場の企図に、プラスアルファで「不良性感度」を加え、千葉ファンと任侠ファン双方を満足させる目論見からであった。そのため、テレビでは放送できない濃厚なベッドシーンが盛り込まれている。千葉真一のアクロバティックなアクションやスタントは定評高いので、東京都とその近郊を舞台とした第一作の反響を待たず、半期に2,3本は製作する運びとなった。しかし『キイハンター』で忙しいため、日程調整に苦労していたが、シリーズ化されている。